# 두산밥캣코리아
두산밥캣코리아는  두산그룹의 계열사로 지게차 산업을 담당하는 회사이다. 